# Синодальная богослужебная комиссия
Синодальная богослужебная комиссия (Синодальная комиссия по богослужению) — синодальное подразделение Русской православной церкви. Учреждена решением Священного Синода от 16 октября 1989 году.
В задачи комиссии входят редактирование и составление богослужебных текстов и чинопоследований, в частности составление служб и отдельных молитвословий новопрославляемым святым, а также тем святым, которым ранее служба совершалась по Общей Минее, принятие решений по сложным календарным вопросам, введение новых текстов в богослужебную практику Русской православной церкви на основе церковного Устава (Типикона) и литургической традиции РПЦ.
В 2014 году в связи с кончиной высокопреосвященного Алексия, архиепископа Костромского председателем комиссии был назначен митрополит Курганский и Шадринский Константин (ныне митрополит Петрозаводский и Карельский). При нем состав комиссии значительно расширился и обновился. На территории Троице-Сергиевой лавры Святейший Патриарх Кирилл благословил выделить помещение для заседаний и архива комиссии, создан регулярно обновляющийся ее сайт, разработано и утверждено «Положение о Синодальной богослужебной комиссии». В 2017 году по представлению митрополита Константина в состав комиссии были введены представители Русской Зарубежной Церкви: архиепископ Берлинский и Германский Марк и епископ Каракасский и Южно-Американский Иоанн.
Кроме упомянутых служб святым Русской Церкви, были разработаны методические указания для составителей служб, а также подготовлены особые богослужебные чины, как то: «Последование молебна о прощении греха убийства чад во утробе (аборта) и покаянный канон для келейного употребления», «Чин, како приимати от глаголемых старообрядцев, в соединение с Православной Церковию приходящих», «Последование исповеданию и разрешению грехов тех, иже от Святыя Церкве в глаголемое староверие отпадоша», «Последование о усопших младенцех, не приемших благодати Святаго Крещения»; отредактирован и направлен на утверждение Священным Синодом документ «Акафист в молитвенной жизни Церкви».
Комиссия завершила работу над «Службой святым отцам Поместнаго Собора Церкве Русския», текст службы утвержден Священным Синодом.

## Состав
Текущий состав Синодальной богослужебной комиссии утвержден Решением Священного Синода от 25 декабря 2014 года, с изменениями в 2017, 2022 и 2023 гг.
- митрополит Тверской и Кашинский Амвросий (Ермаков), председатель Календарной комиссии Украинской Православной Церкви;
- митрополит Берлинский и Германский Марк (Арндт);
- епископ Каракасский и Южно-Американский Иоанн (Берзинь);
- епископ Зарайский Константин (Островский);
- архимандрит Макарий (Веретенников), доктор церковной истории;
- игумен Андроник (Трубачёв), доцент Московской духовной академии, — секретарь;
- протоиерей Сергий Правдолюбов, доктор богословия;
- протоиерей Николай Балашов, заместитель председателя Отдела внешних церковных связей, доктор богословия;
- протоиерей Павел Хондзинский, заведующий кафедрой практического богословия Православного Свято-Тихоновского гуманитарного университета;
- игумен Иоанн (Самойлов), преподаватель Московской духовной академии, председатель Богослужебной комиссии Московской епархии;
- игумен Петр (Ерышалов), наместник Ипатьевского монастыря города Костромы;
- игумения Сергия (Ежикова), секретарь комиссии по канонизации святых Московской епархии;
- протоиерей Феодор Гуряк, преподаватель Санкт-Петербургской духовной академии;
- протоиерей Георгий Соколов, доцент Минской духовной академии;
- протоиерей Максимов Максим Владимирович; член Синодальной комиссии по канонизации святых, преподавателя Коломенской духовной семинарии;
- иерей Михаил Желтов, заведующий кафедрой церковно-практических наук Общецерковной аспирантуры и докторантуры, доцент Московской духовной академии и Сретенской духовной семинарии;
- иерей Константин Павлюченко, преподаватель Екатеринбургской духовной семинарии; кандидат богословия[3].
- иерей Асмус Михаил Валентинович, секретарь комиссии, старший преподаватель МГУ кафедры византийской и новогреческой филологии, преподаватель ПСТГУ и Общецерковной аспирантуры и докторантуры имени святых равноапостольных Кирилла и Мефодия;
- иерей Нефёдов Иоанн Геннадьевич, заведующий отделом богослужебных книг Издательства Московской Патриархии;
- иерей Рева Константин Алексеевич, проректор по научной и методической работе Воронежской духовной семинарии, секретаря координационной рабочей группы Сообщества преподавателей литургики и Учебного комитета;
- протодиакон Владимир Василик, профессор Санкт-Петербургского государственного университета, Сретенской духовной семинарии, Николо-Угрешской духовной семинарии, доктор исторических наук, кандидат богословия, кандидат филологических наук;
- Пентковский Алексей Мстиславович, профессор Московской духовной академии.
- Кравецкий, Александр Геннадьевич, ведущий научный сотрудник Института русского языка РАН, руководитель научного центра по изучению церковнославянского языка (ИРЯ РАН), члена Научно-редакционного совета при Новоспасском монастыре по изданию документов Священного Собора Православной Российской Церкви 1917-1918 гг.

## Председатели
- Никодим (Руснак) (16 октября 1989 — 1991)
- Иоанн (Снычёв) (февраль 1992 — 2 ноября 1995)
- Алексий (Фролов) (27 декабря 1995 — 3 декабря 2013)
- Константин (Горянов) (25 июля 2014 — 16 мая 2023)
- Амвросий (Ермаков) (с 16 мая 2023 года)